# 慈雲山十三太保 (電影)
《慈云山十三太保》（英語：Those Were the Days...），是1995年上映的一部香港犯罪電影，真實改編自香港1970年代14K童黨組織慈雲山十三太保原型人物，由邓衍成執導，巫启贤、陳豪、陈国邦、李兆基、严广明、郑则士、黄志强、万绮雯、黄振辉、梁耀熙等主演；其中李兆基為該童黨組織原成員之一。男主角巫启贤憑本片荣获第15屆香港電影金像獎最佳新演員．

## 角色
- 陳慎芝 綽號 茅躉華（巫啟賢 飾）[6][7][8]
- 李兆基 綽號 高飛（陳豪 飾）[6]
- 吴克明 綽號 錢甖（陳國邦 飾）
- 陈振辉 綽號 貓仔（黃振輝 飾）
- 張增傑 綽號 儍喼[6]

## 電影歌曲
'少年狂嚎' / 曲, 巫啓賢 ; 詞, 單丹 ; 編曲, 黃銘源 ; 主唱, 巫啓賢 ; 提供, 百代唱片有限公司. 主題曲.
'只因妳傷心' / 曲, 巫啓賢 ; 詞, 劉卓輝 ; 編曲, 杜自持 ; 主唱, 巫啓賢 ; 提供, 百代唱片有限公司. 插曲.

## 獎項
| 年份 | 頒獎典禮             | 獎項       | 名單   | 結果 |
| ---- | -------------------- | ---------- | ------ | ---- |
| 1996 | 第15屆香港電影金像獎 | 最佳新演員 | 巫啟賢 | 獲獎 |

## 相同題材改編電影
- 《毒。誡》：於2017年5月18日上映。講述慈雲山十三太保陳慎芝從吸毒、鬥毆的江湖人士後來戒毒成功并投入戒毒相關社會工作，後來更獲得香港十大傑出青年

## 外部連結
- 香港影庫上《慈雲山十三太保》的資料（繁體中文）
- 開眼電影網上《慈雲山十三太保》的資料（繁體中文）
- 豆瓣电影上《慈雲山十三太保》的資料 （简体中文）
- 时光网上《慈雲山十三太保》的資料（简体中文）
- AllMovie上《慈雲山十三太保》的资料（英文）
- 爛番茄上《慈雲山十三太保》的資料（英文）
- 互联网电影数据库（IMDb）上《慈雲山十三太保》的资料（英文）